# داچنه (شهرداری سوداک)
داچنه (به لاتین: Dachne) یک منطقهٔ مسکونی در اوکراین است که در شهرداری سوداک واقع شده‌است. داچنه ۱٫۳۴ کیلومتر مربع مساحت و ۲٬۶۲۸ نفر جمعیت دارد و ۶۹ متر بالاتر از سطح دریا واقع شده‌است.